# Ta'a I
Ta'a I (Senachtenre) (ook bekend als Senachtenre Tao) was een Egyptische koning uit de Thebaanse 17e dynastie. 
Hij was vorst van Thebe en daarmee strekte zijn gezag niet verder dan Opper-Egypte. Het noorden was in handen van de Hyksos vorst Apepi I van de 16e dynastie van Egypte. Ta'a I brak met de politiek van vreedzaam samenleven van zijn voorganger Antef VII en hiermee begon een langdurige bevrijdingsstrijd die uiteindelijk tot het afwerpen van de Aziatische overheersing zou leiden. Tao's vrouw, koningin Tetisheri, wier mummie mogelijk in DB320 is aangetroffen, zou haar echtgenoot nog lang overleven en de bevrijding en hereniging van het land onder de vroege 18e dynastie van Egypte nog meemaken. Later zou zij vereerd worden als de grootmoeder van de bevrijder Ahmose.
Ta'a I werd opgevolgd door zijn zoon Ta'a II (Seqenenre).